# إيران في الألعاب البارالمبية الصيفية 2000
شاركت إيران في الألعاب البارالمبية الصيفية 2000 والتي أقيمت في سيدني، أستراليا، بفريق مكون من 40 رياضي في 5 ألعاب.